# Mecynippus ciliatus
Mecynippus ciliatus là một loài bọ cánh cứng trong họ Cerambycidae.